# Puffiamo all'avventura
Puffiamo all'avventura è l'undicesimo album in studio di Cristina D'Avena pubblicato da Five Record Srl e distribuito da C.G.D. Messaggerie Musicali SpA, nel 1987.

## Descrizione
Puffiamo all'avventura è l'unico album studio (non raccolta) di Cristina D'Avena dedicato alla serie animata I Puffi. La pubblicazione dell'album è avvenuta durante la trasmissione della serie accompagnata dalla sigla Puffa di qua, puffa di là che apre l'album. Tutti gli altri undici brani sono canzoni dedicate alla serie mai ascoltati nella messa in onda.

## Tracce
- LP: FM 13585
- MC: 50 FM 13585

Tra parentesi sono indicati i titoli originali delle canzoni.
Lato A
Testi di Alessandra Valeri Manera; edizioni musicali SEPP, Anihanbar Music Company e Canale 5 Music.
1. Puffa di qua, puffa di là – 2:18 (musica: Giordano Bruno Martelli)
2. Puffiamo un, due, tre all'avventura (Schtroumpf deux trois) – 2:46 (testo: Jacques Pierre Zegers – musica: Henri R. Seroka)
3. Madre Natura – 2:56 (musica: Giordano Bruno Martelli)
4. Oh oh Baby Puffo oh (Dodo Gentil Bebe Schtroumpf) – 2:31 (testo: Jacques Pierre Zegers, Peyo e Zehn Nan – musica: Wang Li Ping)
5. Un, due, tre l'orchestra c'è – 2:37 (testo: Giordano Bruno Martelli)
6. Vanità, vanità (Smurf aroma) – 2:25 (Mireille Delfosse)

Durata totale: 15:33
Lato B
Testi di Alessandra Valeri Manera; edizioni musicali SEPP, Anihanbar Music Company e Canale 5 Music.
1. Oh Gargamella... ahi ahi!!! – 2:45 (musica: Giordano Bruno Martelli)
2. Sempre allegri – 3:10 (testo: Jacques Pierre Zegers e Peyo – musica: Henri R. Seroka)
3. Puffa una canzone – 2:45 (musica: Giordano Bruno Martelli)
4. La magia è sempre qua (Ya d'la magie) – 2:59 (testo: Yvan C. Delporte – musica: Mireille Delfosse)
5. Puffiamo un girotondo – 2:26 (musica: Giordano Bruno Martelli)
6. Magica canzone (Magic song) – 2:32 (testo: Mireille Delfosse – musica: Jay Ferne)

Durata totale: 16:37

## Produzione
- Alessandra Valeri Manera – Produzione artistica e discografica
- Peyo (licenza SEPP, Bruxelles) – Realizzazione immagine

## Produzione e formazione dei brani
Per Puffiamo un, due, tre all'avventura, Oh oh Baby Puffo oh, Vanità, vanità
- Giordano Bruno Martelli – Produzione, arrangiamento, direzione orchestra e supervisione musicale
- Tonino Paolillo – Registrazione e mixaggio al Mondial Sound Studio, Milano
- Orchestra di Giordano Bruno Martelli – Esecuzione brano
- I Piccoli Cantori di Milano – Cori
- Niny Comolli – Direzione coro
- Laura Marcora – Direzione coro

Per Madre Natura, Un, due, tre l'orchestra c'è, Oh Gargamella... ahi, ahi!!!, Sempre allegri, La magia è sempre qua e Magica canzone
- Giordano Bruno Martelli – Produzione, arrangiamento e direzione orchestra
- Tonino Paolillo – Registrazione e mixaggio al Mondial Sound Studio, Milano
- Orchestra di Giordano Bruno Martelli – Esecuzione brano
- I Piccoli Cantori di Milano – Cori
- Niny Comolli – Direzione coro
- Laura Marcora – Direzione coro

## Ristampa
Nel 2006 l'album viene ristampato per la prima volta nel formato CD, distribuito da Edel su licenza R.T.I. SpA
- CD: 0174072ERE

### Produzione
- Paolo Paltrinieri – Direzione artistica e produzione discografica
- Marina Arena – Coordinamento
- Michele Muti – Coordinamento
- Giuseppe Spada – Grafica ristampa
- Enrico Fabris – Mastering a RTI Recording Studio, Cologno Monzese
- Direzione Creativa & Coordinamento Immagine Mediaset – Grafica originale